# Lupin the IIIrd - La lapide di Jigen Daisuke
Lupin the IIIrd - La lapide di Jigen Daisuke (LUPIN THE IIIRD 次元大介の墓標?, LUPIN THE IIIRD: Jigen Daisuke no bohyō), è un film d'animazione del 2014 diretto da Takeshi Koike.
La pellicola ha come protagonisti Lupin III e Daisuke Jigen, i celebri ladri creati da Monkey Punch.

## Trama
Il film è suddiviso in due parti.

### Parte 1
Il film si apre con uomo di spalle che posa un fiore su una tomba: la tomba di Jigen.
Successivamente si vedono Lupin e Jigen progettare il furto dell'inestimabile "Piccola Cometa", tesoro che si trova a Doroa Est. Per farlo si sostituiscono ad un ambasciatore della Repubblica di Maranda (famosa per vendere le sue armi a terzi) e il suo autista, i quali si stavano recando nella capitale per recuperare il tesoro al fine di cederlo in cambio di progetti per arricchire l'uranio: infatti la Doroa Est è sul piede di guerra con la parte divisa della Doroa Ovest, a seguito dell'omicidio politico della cantante lirica Queen Malta nel loro territorio. Malta era originaria della Doroa Est e si era spostata in tournée nella parte Ovest per far ascoltare le sue canzoni, che inneggiano alla pace e all'unione tra le due nazioni. Mentre Lupin e Jigen ne discutono in macchina, quest'ultimo borbotta qualcosa sul fatto che avrebbe dovuto proteggerla. Appena però riescono a rubare la pietra vengono raggiunti dalle forze dell'ordine: la Doroa Est è infatti famosa per avere il tasso di criminalità più basso del mondo, con una sicurezza ed un corpo di polizia impeccabile; come se non bastasse, mentre fuggono vengono presi di mira da un misterioso cecchino che, benché guercio, li colpisce entrambi con una precisione millimetrica a chilometri di distanza. I due riescono a scampare all'assalto, ma Lupin rimane ferito ad una gamba e Jigen al braccio con cui spara.
Mentre si riposano in un rifugio e si medicano, Jigen riconosce il proiettile che lo ha colpito, ricordandosi dove lo aveva già visto: tramite un flashback si scopre che il giorno in cui Queen Malta morì Jigen era in disparte nel teatro ad ascoltare l'esibizione, quando improvvisamente qualcuno le sparò e la uccise senza che Jigen riuscisse a salvarla. In quel mentre i due vengono scoperti dalla polizia e costretti a fuggire.
Il duo si dirige al cimitero e lì trova una lapide con impresso il nome proprio di Jigen, cosa che gli fa intuire l'identità del misterioso cecchino: Yael Okuzaki, che si dice prepari la tomba alle sue vittime prima di ucciderle. Su di lui si conoscono poche informazioni: agisce esclusivamente su commissione, nessuna sua vittima è mai sopravvissuta ed è così orgoglioso e sicuro di sé che tira sempre un dado per vedere quanti proiettili usare sulla vittima (a Jigen ne sono toccati 4). Jigen, seppur ferito, intende vendicare la morte di Queen Malta e si prepara ad affrontarlo; Lupin cerca di fermarlo, ma lui lo liquida dicendogli di non intromettersi poiché non sono amici ma semplici complici e si allontana.
Nel frattempo si scopre che anche Fujiko Mine si trova nella Doroa Est per lavorare per un club privato, dove si è intrufolata allo scopo di rubare uno strano libriccino, che però non riesce a prendere perché scoperta e catturata dal proprietario del club durante il furto. Lupin intanto rintraccia il rifugio di Yael e lì trova Jigen, sempre deciso a regolare i conti; una volta entrati ci trovano un laboratorio pieno di attrezzature, armi e addirittura un esoscheletro meccanico. Ad un tratto sentono la voce di Fujiko e seguendola trovano un apparecchio video che comunica con una stanza buia, dove Fujiko si trova prigioniera completamente nuda. Mentre Lupin cerca di calmare la ragazza e le promette che verrà a salvarla, entra Yael che blocca il collegamento e ingaggia un mexican standoff con Jigen uscendone vincitore, disarmandolo ma senza ucciderlo: egli infatti lo vuole uccidere con un quarto proiettile per rispettare il dado. Lupin non riesce a credere che il suo infallibile amico abbia perso uno scontro a fuoco e Yael spiega che la pistola di Jigen, una 357 Magnum, è troppo pesante per essere estratta con rapidità, mentre la sua pistola essendo un calibro 22 è molto più leggera e maneggevole (a penalizzare Jigen c'è anche il fatto che ha usato il braccio sinistro a causa della ferita). Lupin e Jigen si danno alla fuga e dopo un agguerrito inseguimento in macchina raggiungono una zona portuale, ma mentre cercano di scappare Jigen viene colpito alla testa da Yael. Il cecchino deride Lupin per non esser riuscito a salvare il suo socio, Lupin controbatte dicendogli che lui è ormai solo un'arma, inutile senza che qualcuno gli dica chi uccidere, ma il cecchino ribadisce che quella è proprio la ragione per cui lo stesso Lupin ne uscirà vivo.
Sul finale si vede Fujiko che viene esposta in una teca agli occhi degli ospiti del club, mentre cerca di sopravvivere a una macchina umanoide munita di una micidiale trivella. Il proprietario del club rivela che il "giocattolo" è stato ideato proprio da Yael Okuzaki, essendo questi, oltre che un ottimo killer, anche un brillante tecnico ed inventore.

### Parte 2
Jigen è morto e Fujiko è in grave pericolo e Lupin non ha ancora capito perché il suo amico è stato preso di mira e come facesse il cecchino a rintracciarli sempre. Lupin fa irruzione al club durante lo spettacolo e dopo aver manomesso l'impianto elettrico bloccando la macchina che stava attaccando Fujiko, ingaggia uno scontro a fuoco con le guardie del posto. Fujiko riesce a liberarsi e a recuperare il libretto, poco prima di darsi alla fuga in moto portandosi dietro Lupin.
Lupin chiede alla ragazza cosa abbia di importante quel libro da rischiare la vita per ottenerlo e lei risponde che si tratta del Calamity File, un dossier contenente tutte le spie e i nemici politici uccisi o prossimi bersagli della Doroa Est; se si sapesse la verità lo stato si attirerebbe le inimicizie delle potenze mondiali e scoppierebbe un enorme conflitto. Dopo aver letto il documento, Lupin capisce tutto e porta Fujiko sulla tomba di Jigen, raccontandole a sua volta la storia completa: Jigen fu assunto da Queen Malta come guardia del corpo durante il suo concerto nella Doroa Ovest, arrivando a simpatizzare con lei, tanto che Malta si lasciò scappare la sibillina frase: "Il mio nemico non è solo questa nazione". Durante il concerto però fu liquidato dal manager della cantante, per niente d'accordo col suo ingaggio, che gli diede il pagamento e lo cacciò. Jigen però si sentiva in dovere di offrire il servizio per cui era stato pagato, quindi tornò nel teatro giusto in tempo per veder morire Queen Malta davanti ai propri occhi. Lupin decide di vendicare il suo compagno, provocando il proprietario del club mandandogli un messaggio in cui sostiene di essere in possesso del Calamity File. Il proprietario ingaggia così Yael Okuzaki per uccidere Lupin e Fujiko, dando priorità al primo.
Okuzaki si apposta per uccidere Lupin e lancia il suo fatidico dado, dal quale esce un 1. Si appresta quindi a terminare il ladro con un singolo colpo ben piazzato, ma manca il bersaglio e viene a sua volta colpito da un secondo cecchino: è Jigen, il quale è vivo e lo ferisce alla spalla e poi ancora alla gamba. Lupin contatta via radio Okuzaki e gli rivela di aver scoperto il suo segreto: Yael non è cieco da un occhio, la benda gli serve solo per celare un apparecchio che il cecchino usa per connettersi al sistema di sicurezza top secret della città, diffuso in tutte le statue ed i gargoyle della capitale (per questo motivo i poliziotti riuscivano sempre a rintracciare Lupin e Jigen e per questo la piccola nazione è così sicura). Lupin, durante la sparatoria al porto in cui Jigen era rimasto apparentemente ucciso, ha alterato il segnale di una telecamera in modo da ritardarlo e far sparare Yael "fuori tempo": Jigen aveva solo finto di essere stato colpito. Sfruttando un apparecchio identico a quello di Okuzaki, trovato nel suo rifugio, Lupin è riuscito poi a capire dove si fosse appostato il cecchino.
Il ladro gentiluomo ha inoltre scoperto chi ha davvero assunto il killer e perché: il proprietario del club era un intermediario del governo della Doroa Est, che ha commissionato l'uccisione di Queen Malta per far scoppiare la guerra con la Doroa Ovest, scaricare su di essa la colpa dell'omicidio e apparire come l'eroe della situazione; successivamente anche Jigen doveva essere tolto di mezzo per evitare eventuali fughe di notizie. Jigen, oramai stanco di tutto questo, vuole chiudere i conti con Okuzaki, imponendogli un ultimo duello con le pistole. I due si preparano ed estraggono insieme, ma mentre Jigen viene solo colpito di striscio alla guancia, il braccio di Okuzaki viene quasi amputato, rendendogli permanentemente impossibile l'uso delle armi. Jigen spiega che avendo pareggiato lo svantaggio del braccio ed essendo il calibro di Yael molto più leggero del suo, quando i due colpi si sono incontrati a mezz'aria il proiettile di Jigen ha deviato la traiettoria del colpo, mandandolo fuori asse.
Alla fine Fujiko se ne va con la "Piccola Cometa" sottratta di nascosto a Lupin, mentre quest'ultimo e Jigen bruciano il Calamity File, non prima di aver inviato al mondo le prove che Queen Malta è stata uccisa dal suo stesso paese. Tutto ciò viene osservato da Mamoo (l'antagonista in Lupin III - La pietra della saggezza), che comprende che incontrerà Lupin e i suoi di nuovo in futuro. La scena finale mostra l'ispettore Zenigata davanti alle presunte tombe di Lupin, Jigen e Fujiiko, capendo che però sono ancora vivi.

## Personaggi
- Arsenio Lupin III: abilissimo ladro gentiluomo, donnaiolo cronico, genio del crimine, si reca nella Doroa Est per rubare la preziosissima "Piccola Cometa" ma finisce invischiato nello scontro tra Daisuke Jigen e Yael Okuzaki.
- Daisuke Jigen: pistolero infallibile e abilissimo cecchino, era stato ingaggiato come guardia del corpo della celebre cantante Queen Malta. In seguito collabora con Lupin per tentare il furto della "Piccola Cometa" e diviene il bersaglio di Yael Okuzaki.
- Fujiko Mine: ladra e truffatrice, si trova in Doroa Est perché mira al Calamity File, un dossier che rivelerebbe i crimini commessi dal governo al fine di mantenere l'apparenza di assoluta legalità nella nazione.
- Yael Okuzaki: è l'antagonista principale del film. Si considera un cecchino infallibile e il miglior pistolero del mondo, ed è un killer estremamente abile: nessuno dei suoi obiettivi, prima di Jigen Daisuke, è mai sopravvissuto. Usa una pistola monocolpo e un fucile autoassemblato, ha il vezzo di lanciare un dado per decidere con quanti proiettili uccidere il suo bersaglio ed è talmente sicuro di sé da costruire una lapide per le sue vittime prima ancora di averle uccise. Tra le sue vittime c'è anche Queen Malta. È anche un eccezionale ingegnere, esperto nel campo della robotica e dell'informatica.

## Colonna sonora
- My Dream - testo di Kitty Brown, musica di James Shimoji, voce di Beverly Staunton
- Revolver Fires - testo di Takumi Iwasaki, musica di James Shimoji, voce di Gary Stockdale

## Distribuzione
Il film è uscito in Giappone il 21 giugno 2014, mentre in Italia è stato proiettato in anteprima al Future Film Festival in versione originale sottotitolata in italiano, il 5 maggio 2015. L'edizione doppiata in italiano invece è stata trasmessa su Italia 2 il 15 gennaio 2020.

### Edizione italiana
L'edizione italiana è stata realizzata per Mediaset dallo studio LogoSound di Milano, con la supervisione editoriale di Tania Gaspardo. La direzione del doppiaggio è a cura di Alessio Pelicella e Giancarlo Martino. La traduzione è ad opera di Andrea De Cunto mentre l'adattamento di Martina Raimo.

### Edizioni home video
In Giappone è stato distribuito in DVD e Blu-ray il 5 aprile 2016. In Italia è stato distribuito il 16 settembre 2021 da Anime Factory/Koch Media in DVD e Blu-ray in un cofanetto che comprende anche Lupin the IIIrd - Ishikawa Goemon getto di sangue e Lupin the IIIrd - La bugia di Mine Fujiko.